# 와촌초등학교
와촌초등학교는 대한민국 경상북도 경산시 와촌면 동강리에 있는 공립 초등학교이다.

## 학교 연혁
- 1931년 9월 11일 와촌공립보통학교(4년제) 개교설립인가 7월 30일
- 1938년 4월 1일 와촌공립심상소학교(6년제)로 개칭[1]
- 1941년 4월 1일 와촌공립국민학교로 개칭[2]
- 1946년 4월 1일 계당국민학교 분리 개교
- 1990년 3월 1일 특수학급 1학급 신설
- 1996년 3월 1일 와촌초등학교로 기관 명칭 변경[3]
- 2013년 9월 1일 제29대 김미자 초빙교장 취임
- 2014년 2월 18일 제80회 졸업(졸업생 10명, 총 졸업생 4,475명)
- 2014년 3월 1일 학급 편성(일반 6, 특수 1, 유치원 1)
- 2016년 2월 17일 제82회 졸업 8명 (총 졸업생 : 4,489명)
- 2016년 3월 1일 학급 편성 (일반6, 특수1, 유치원1)

## 참고 자료
- 경산와촌초등학교 - 한국교육학술정보원 학교알리미